# 世界の中心は大阪や 〜なんば自治区〜
『世界の中心は大阪や 〜なんば自治区〜』（せかいのちゅうしんはおおさかや なんばじちく）はNMB48の2枚目のオリジナル・アルバム。2014年8月13日によしもとアール・アンド・シー（laugh out loud! records）から発売された。

## 背景とリリース
『てっぺんとったんで!』以来、1年6か月ぶりとなるオリジナルアルバムで、2014年2月24日に実施された『AKB48グループ 大組閣祭り 〜時代は変わる。だけど、僕らは前しか向かねえ!〜』にて発表された新チーム体制の始動後、初のCDリリースとなる。一般流通の形態としてType-N、Type-M、Type-Bの3形態（いずれもCD+2DVD）、さらに劇場盤（CDのみ）の合計4形態でのリリースで、それぞれ収録内容とジャケット写真、封入特典が異なる。
当初は、本作にも収録されている「イビサガール」を10thシングルとしてリリースすることを、同年5月に実施された「NMB48リクエストアワー セットリストベスト50 2014」にて発表していた。しかし、その後同年6月18日に本作のリリースと「イビサガール」の配信限定シングルとしてのリリースが発表された。
CD収録曲のうち、シングル「僕らのユリイカ」、「カモネギックス」、「高嶺の林檎」の3曲、そのシングルの一部カップリング曲3曲、「君と出会って僕は変わった」、先行配信された「イビサガール」「“生徒手帳の写真は気に入っていない”の法則」、そして初のリミックス楽曲となる「カモネギックス<Remo-Con REMIX>」は全形態共通で収録される。その他は形態ごとに異なり、シングルのカップリング曲から3曲と新曲2曲（劇場盤は1曲）が収録される。新曲のうち、1曲は各チームによる楽曲である。また、Type-Nには山本彩のソロ楽曲「抱きしめたいけど」、Type-Mには「ピーク」、Type-Bには柏木由紀と渡辺美優紀による「ハートの独占権」がそれぞれ新曲として収録される。
一般流通の3形態には2枚組DVDが付属する。AKB48グループではDVD付きでのリリースが慣例化しているが、2枚組は初となる。このうち「イビサガール」のミュージックビデオと「イビサガール特典映像」は全形態共通で収録される。その他、各チームの新曲のミュージックビデオ、旧チーム体制での劇場公演、「NMB48リクエストアワー セットリストベスト50 2014」から17曲（Type-Bのみ16曲）、特典映像がそれぞれ収録される。
収録曲のうち、「想像の詩人」が「NMB48リクエストアワー セットリストベスト100 2015」の1位に選出された。

## アートワーク
| Type-N 表 | 太田夢莉・柏木由紀・加藤夕夏・小谷里歩・上西恵・村重杏奈・山本彩・吉田朱里 |
| Type-N 裏 | チームNメンバー18人                                                        |
| Type-M 表 | 白間美瑠・高野祐衣・谷川愛梨・藤江れいな・村瀬紗英・矢倉楓子・山田菜々     |
| Type-M 裏 | チームMメンバー18人                                                        |
| Type-B 表 | 市川美織・梅田彩佳・門脇佳奈子・渋谷凪咲・高柳明音・薮下柊・渡辺美優紀     |
| Type-B 裏 | チームBIIメンバー17人                                                      |
| 劇場盤 表 | 「イビサガール」選抜メンバー22名                                           |
| 劇場盤 裏 | 「イビサガール」選抜メンバー22名                                           |

ジャケット写真には、「イビサガール」の選抜メンバーが起用されており、曲のイメージに合わせて水着姿となっている。収録曲の選抜メンバーについては、「NMB48の楽曲一覧」を参照。

## 収録トラック

### Type-N
| 全作詞: 秋元康。 |                                              |           |                           |                |      |
| #                | タイトル                                     | 作詞      | 作曲                      | 編曲           | 時間 |
| 1.               | 「イビサガール」                             | 秋元康    | フジノタカフミ            | 生田真心       | 4:08 |
| 2.               | 「僕らのユリイカ」                           | 秋元康    | 高田暁                    | 生田真心       | 4:10 |
| 3.               | 「カモネギックス」                           | 秋元康    | 井上ヨシマサ              | 井上ヨシマサ   | 4:17 |
| 4.               | 「高嶺の林檎」                               | 秋元康    | 田中俊亮                  | 武藤星児       | 4:38 |
| 5.               | 「“生徒手帳の写真は気に入っていない”の法則」 | 秋元康    | 石井健太郎                | 石井健太郎     | 4:58 |
| 6.               | 「電車を降りる」(Team N)                     | 秋元康    | 渡辺淳                    | 渡辺淳         | 5:05 |
| 7.               | 「奥歯」(白組)                               | 秋元康    | 山本加津彦                | 清水哲平       | 5:39 |
| 8.               | 「どしゃぶりの青春の中で」(白組)             | 秋元康    | 渡邉シンジ                | 生田真心       | 4:31 |
| 9.               | 「プロムの恋人」(白組)                       | 秋元康    | 小澤正澄                  | 若田部誠       | 4:36 |
| 10.              | 「抱きしめたいけど」(山本彩)                 | 秋元康    | in the Tz (山田巧・AKINO) | 野中“まさ”雄一 | 4:18 |
| 11.              | 「一週間、全部が月曜日ならいいのに…」        | 秋元康    | 高見沢俊彦                | 生田真心       | 4:28 |
| 12.              | 「サングラスと打ち明け話」                   | 秋元康    | KOUTAPAI                  | 武藤星児       | 4:36 |
| 13.              | 「時間は語り始める」                         | 秋元康    | フジノタカフミ            | 野中“まさ”雄一 | 3:56 |
| 14.              | 「カモネギックス<Remo-Con REMIX>」           | 秋元康    | 井上ヨシマサ              | 井上ヨシマサ   | 5:10 |
| 15.              | 「君と出会って僕は変わった」                 | 秋元康    | 中野ゆう                  | 若田部誠       | 4:18 |
| 合計時間:        | 合計時間:                                    | 合計時間: | 合計時間:                 | 68:57          |      |

| #  | タイトル                                                      | 作詞 | 作曲・編曲 |
| -- | ------------------------------------------------------------- | ---- | ---------- |
| 1. | 「イビサガール（ミュージックビデオ）」                        |      |            |
| 2. | 「イビサガール（ミュージックビデオ ダンシングバージョン）」   |      |            |
| 3. | 「電車を降りる/Team N（ミュージックビデオ）」                 |      |            |
| 4. | 「イビサガール特典映像〜小谷里歩がスカイダイビングに挑戦!〜」 |      |            |
| 5. | 「「ここにだって天使はいる」公演/Team N -2014.3.25-」         |      |            |

| #  | タイトル                                                          | 作詞 | 作曲・編曲 |
| -- | ----------------------------------------------------------------- | ---- | ---------- |
| 1. | 「NMB48リクエストアワー セットリストベスト50 2014（50位〜34位）」 |      |            |
| 2. | 「特典映像1 「おしゃべり組2」 <前編>」                            |      |            |
| 3. | 「特典映像2 はじめてのぶらり1人旅 <太田夢莉 編>」                 |      |            |

### Type-M
| 全作詞: 秋元康。 |                                                        |           |                |                |      |
| #                | タイトル                                               | 作詞      | 作曲           | 編曲           | 時間 |
| 1.               | 「イビサガール」                                       | 秋元康    | フジノタカフミ | 生田真心       | 4:08 |
| 2.               | 「僕らのユリイカ」                                     | 秋元康    | 高田暁         | 生田真心       | 4:10 |
| 3.               | 「カモネギックス」                                     | 秋元康    | 井上ヨシマサ   | 井上ヨシマサ   | 4:17 |
| 4.               | 「高嶺の林檎」                                         | 秋元康    | 田中俊亮       | 武藤星児       | 4:38 |
| 5.               | 「“生徒手帳の写真は気に入っていない”の法則」           | 秋元康    | 石井健太郎     | 石井健太郎     | 4:58 |
| 6.               | 「夏の催眠術」(Team M)                                 | 秋元康    | 板垣祐介       | 板垣祐介       | 4:14 |
| 7.               | 「ひな壇では僕の魅力は生きないんだ」(難波鉄砲隊其之参) | 秋元康    | 木村有希       | 増田武史       | 3:48 |
| 8.               | 「思わせ光線」(紅組)                                   | 秋元康    | 渡辺和紀       | 渡辺和紀       | 3:51 |
| 9.               | 「山へ行こう」(難波鉄砲隊其之伍)                       | 秋元康    | chalaza        | 野中“まさ”雄一 | 4:50 |
| 10.              | 「ピーク」                                             | 秋元康    | すみだしんや   | 若田部誠       | 4:34 |
| 11.              | 「一週間、全部が月曜日ならいいのに…」                  | 秋元康    | 高見沢俊彦     | 生田真心       | 4:28 |
| 12.              | 「サングラスと打ち明け話」                             | 秋元康    | KOUTAPAI       | 武藤星児       | 4:36 |
| 13.              | 「時間は語り始める」                                   | 秋元康    | フジノタカフミ | 野中“まさ”雄一 | 3:56 |
| 14.              | 「カモネギックス<Remo-Con REMIX>」                     | 秋元康    | 井上ヨシマサ   | 井上ヨシマサ   | 5:10 |
| 15.              | 「君と出会って僕は変わった」                           | 秋元康    | 中野ゆう       | 若田部誠       | 4:18 |
| 合計時間:        | 合計時間:                                              | 合計時間: | 合計時間:      | 66:03          |      |

| #  | タイトル                                                      | 作詞 | 作曲・編曲 |
| -- | ------------------------------------------------------------- | ---- | ---------- |
| 1. | 「イビサガール（ミュージックビデオ）」                        |      |            |
| 2. | 「イビサガール（ミュージックビデオ ダンシングバージョン）」   |      |            |
| 3. | 「夏の催眠術/Team M（ミュージックビデオ）」                   |      |            |
| 4. | 「イビサガール特典映像〜小谷里歩がスカイダイビングに挑戦!〜」 |      |            |
| 5. | 「「アイドルの夜明け」公演/Team M -2014.4.1-」                |      |            |

| #  | タイトル                                                          | 作詞 | 作曲・編曲 |
| -- | ----------------------------------------------------------------- | ---- | ---------- |
| 1. | 「NMB48リクエストアワー セットリストベスト50 2014（33位〜17位）」 |      |            |
| 2. | 「特典映像1 「おしゃべり組2」 <後編>」                            |      |            |
| 3. | 「特典映像2 はじめてのぶらり1人旅 <白間美瑠 編>」                 |      |            |

### Type-B
| 全作詞: 秋元康。 |                                              |           |                |                |      |
| #                | タイトル                                     | 作詞      | 作曲           | 編曲           | 時間 |
| 1.               | 「イビサガール」                             | 秋元康    | フジノタカフミ | 生田真心       | 4:08 |
| 2.               | 「僕らのユリイカ」                           | 秋元康    | 高田暁         | 生田真心       | 4:10 |
| 3.               | 「カモネギックス」                           | 秋元康    | 井上ヨシマサ   | 井上ヨシマサ   | 4:17 |
| 4.               | 「高嶺の林檎」                               | 秋元康    | 田中俊亮       | 武藤星児       | 4:38 |
| 5.               | 「“生徒手帳の写真は気に入っていない”の法則」 | 秋元康    | 石井健太郎     | 石井健太郎     | 4:58 |
| 6.               | 「君にヤラレタ」(Team BII)                   | 秋元康    | 伊比裕一郎     | 野中“まさ”雄一 | 3:55 |
| 7.               | 「もう裸足にはなれない」(難波鉄砲隊其之四)   | 秋元康    | 福田貴史       | 佐々木裕       | 3:48 |
| 8.               | 「野蛮なソフトクリーム」(紅組)               | 秋元康    | 依光輝久       | 依光輝久       | 4:26 |
| 9.               | 「水切り」(紅組)                             | 秋元康    | 大神良康       | 野中“まさ”雄一 | 4:09 |
| 10.              | 「ハートの独占権」(柏木由紀、渡辺美優紀)     | 秋元康    | 増田武史       | 増田武史       | 4:20 |
| 11.              | 「一週間、全部が月曜日ならいいのに…」        | 秋元康    | 高見沢俊彦     | 生田真心       | 4:28 |
| 12.              | 「サングラスと打ち明け話」                   | 秋元康    | KOUTAPAI       | 武藤星児       | 4:36 |
| 13.              | 「時間は語り始める」                         | 秋元康    | フジノタカフミ | 野中“まさ”雄一 | 3:56 |
| 14.              | 「カモネギックス<Remo-Con REMIX>」           | 秋元康    | 井上ヨシマサ   | 井上ヨシマサ   | 5:10 |
| 15.              | 「君と出会って僕は変わった」                 | 秋元康    | 中野ゆう       | 若田部誠       | 4:18 |
| 合計時間:        | 合計時間:                                    | 合計時間: | 合計時間:      | 65:25          |      |

| #  | タイトル                                                      | 作詞 | 作曲・編曲 |
| -- | ------------------------------------------------------------- | ---- | ---------- |
| 1. | 「イビサガール（ミュージックビデオ）」                        |      |            |
| 2. | 「イビサガール（ミュージックビデオ ダンシングバージョン）」   |      |            |
| 3. | 「君にヤラレタ/Team BII（ミュージックビデオ）」               |      |            |
| 4. | 「イビサガール特典映像〜小谷里歩がスカイダイビングに挑戦!〜」 |      |            |
| 5. | 「「ただいま恋愛中」公演/Team BII -2014.3.24-」               |      |            |

| #  | タイトル                                                         | 作詞 | 作曲・編曲 |
| -- | ---------------------------------------------------------------- | ---- | ---------- |
| 1. | 「NMB48リクエストアワー セットリストベスト50 2014（16位〜1位）」 |      |            |
| 2. | 「NMB48 feat.吉本新喜劇 Vol.9」                                  |      |            |

### 劇場盤
| 全作詞: 秋元康。 |                                              |           |                |                |      |
| #                | タイトル                                     | 作詞      | 作曲           | 編曲           | 時間 |
| 1.               | 「イビサガール」                             | 秋元康    | フジノタカフミ | 生田真心       | 4:08 |
| 2.               | 「僕らのユリイカ」                           | 秋元康    | 高田暁         | 生田真心       | 4:10 |
| 3.               | 「カモネギックス」                           | 秋元康    | 井上ヨシマサ   | 井上ヨシマサ   | 4:17 |
| 4.               | 「高嶺の林檎」                               | 秋元康    | 田中俊亮       | 武藤星児       | 4:38 |
| 5.               | 「“生徒手帳の写真は気に入っていない”の法則」 | 秋元康    | 石井健太郎     | 石井健太郎     | 4:58 |
| 6.               | 「想像の詩人」(研究生)                       | 秋元康    | 丸谷マナブ     | 板垣祐介       | 6:10 |
| 7.               | 「届かなそうで届くもの」                     | 秋元康    | 島崎貴光       | 佐々木裕       | 3:57 |
| 8.               | 「サングラスと打ち明け話」(研究生)           | 秋元康    | KOUTAPAI       | 武藤星児       | 4:36 |
| 9.               | 「傘はいらない」                             | 秋元康    | 入江徹         | 野中“まさ”雄一 | 4:14 |
| 10.              | 「時間は語り始める」                         | 秋元康    | フジノタカフミ | 野中“まさ”雄一 | 3:56 |
| 11.              | 「一週間、全部が月曜日ならいいのに…」        | 秋元康    | 高見沢俊彦     | 生田真心       | 4:28 |
| 12.              | 「さや姉」                                   | 秋元康    | 佐々木裕       | 佐々木裕       | 5:28 |
| 13.              | 「カモネギックス<Remo-Con REMIX>」           | 秋元康    | 井上ヨシマサ   | 井上ヨシマサ   | 5:10 |
| 14.              | 「君と出会って僕は変わった」                 | 秋元康    | 中野ゆう       | 若田部誠       | 4:18 |
| 合計時間:        | 合計時間:                                    | 合計時間: | 合計時間:      | 64:28          |      |

## タイアップ
本作で初収録となった楽曲のみ記載。その他は「NMB48のタイアップ」を参照。
゛生徒手帳の写真は気に入っていない゛の法則
- 日本テレビ『NMB48 げいにん!!!3』 テーマソング
- 映画『NMB48 げいにん!THE MOVIE リターンズ 卒業!お笑い青春ガールズ!!新たなる旅立ち』主題歌

夏の催眠術
- 恋するうどん県『お遍路』CMソング